# Aglaiocypris
Aglaiocypris is een geslacht van kreeftachtigen uit de klasse van de Ostracoda (mosselkreeftjes).

## Soorten
- Aglaiocypris arquata (Muenster, 1830) Malz, 1987
- Aglaiocypris chutcievae Suzin, 1963 †
- Aglaiocypris croneisi Teeter, 1975
- Aglaiocypris cylindratas Whatley, Jones & Wouters, 2000
- Aglaiocypris enigmatica (Keij, 1957) Apostolescu, 1964 †
- Aglaiocypris gambiensis Witte, 1993
- Aglaiocypris konkensis Schneider, 1959 †
- Aglaiocypris luchungjeni Hu & Tao, 2008
- Aglaiocypris mauiensis Hartmann, 1991
- Aglaiocypris meridionalis Brady, 1880
- Aglaiocypris miocenica (Dieci & Russo, 1965) Ascoli, 1968 †
- Aglaiocypris pellucida Mostafawi, 2003
- Aglaiocypris pulchella (Brady, 1868) Sylvester-Bradley, 1947
- Aglaiocypris railbridgensis Benson & Maddocks, 1964
- Aglaiocypris schwejeri (Bold, 1966) Carbonnel, 1986 †
- Aglaiocypris shengmuna Hu & Tao, 2008
- Aglaiocypris tangkui Hu & Tao, 2008
- Aglaiocypris triassica Kozur, 1970 †
- Aglaiocypris triebeli (Hartmann, 1964)
- Aglaiocypris virgenensis Swain, 1967
- Aglaiocypris xizangensis Huang, 1975 †